# Francolinus rufopictus
Francolinus rufopictus là một loài chim trong họ Phasianidae.